# Raduň
Pour les articles homonymes, voir Raduń.
Raduň (en allemand : Radun) est une commune du district d'Opava, dans la région de Moravie-Silésie, en République tchèque. Sa population s'élevait à 1 182 habitants en 2021.

## Géographie
Raduň se trouve à 6 km au nord-est de Hradec nad Moravicí, à 7 km au sud-est d'Opava, à 25 km à l'ouest-nord-ouest d'Ostrava et à 252 km à l’est de Prague.
La commune est limitée par Opava au nord-ouest, au nord et à l'est, et par Vršovice au sud et à l'ouest.

## Histoire
La première mention écrite de la localité date de 1312.

## Patrimoine

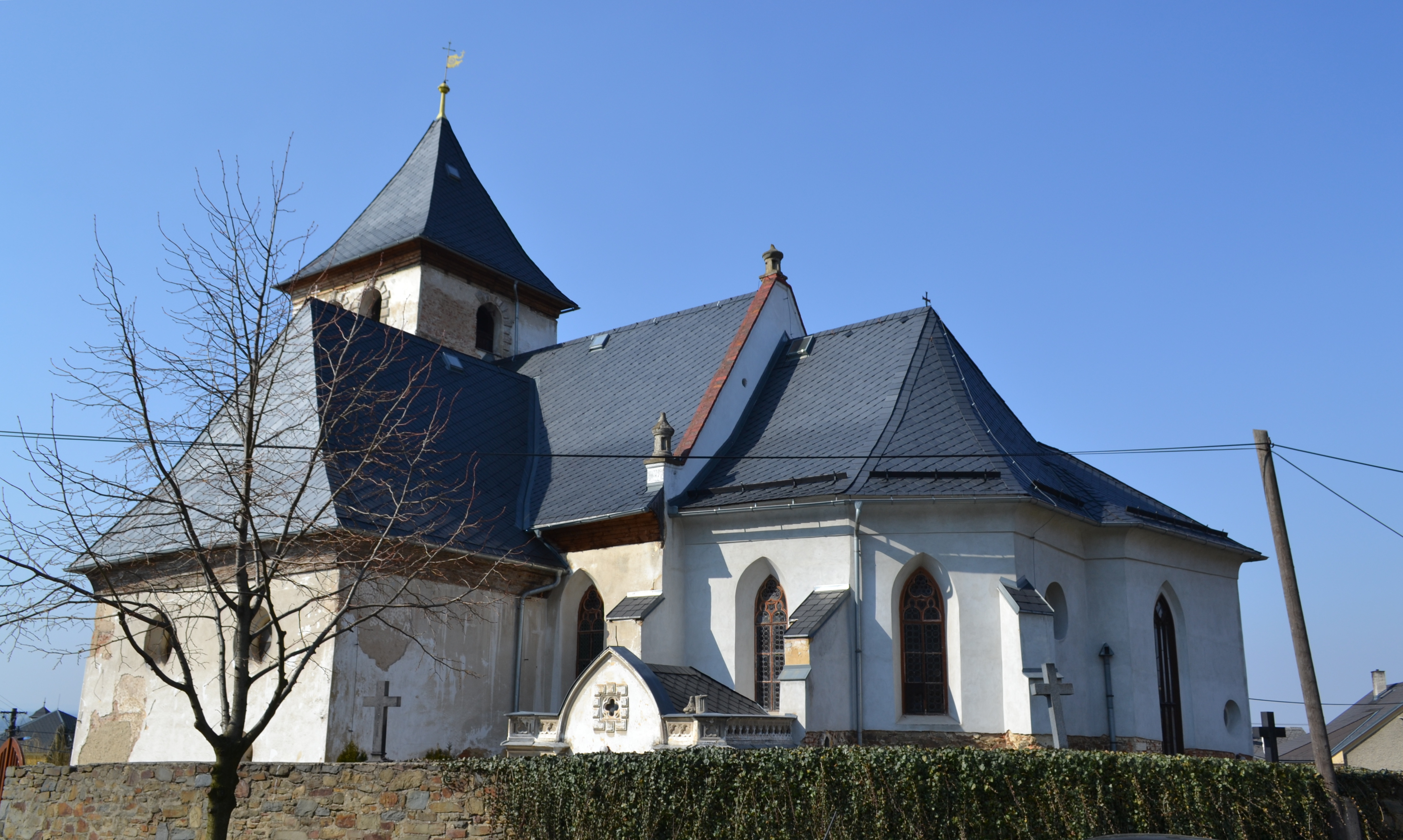
Église de la Sainte-Trinité.
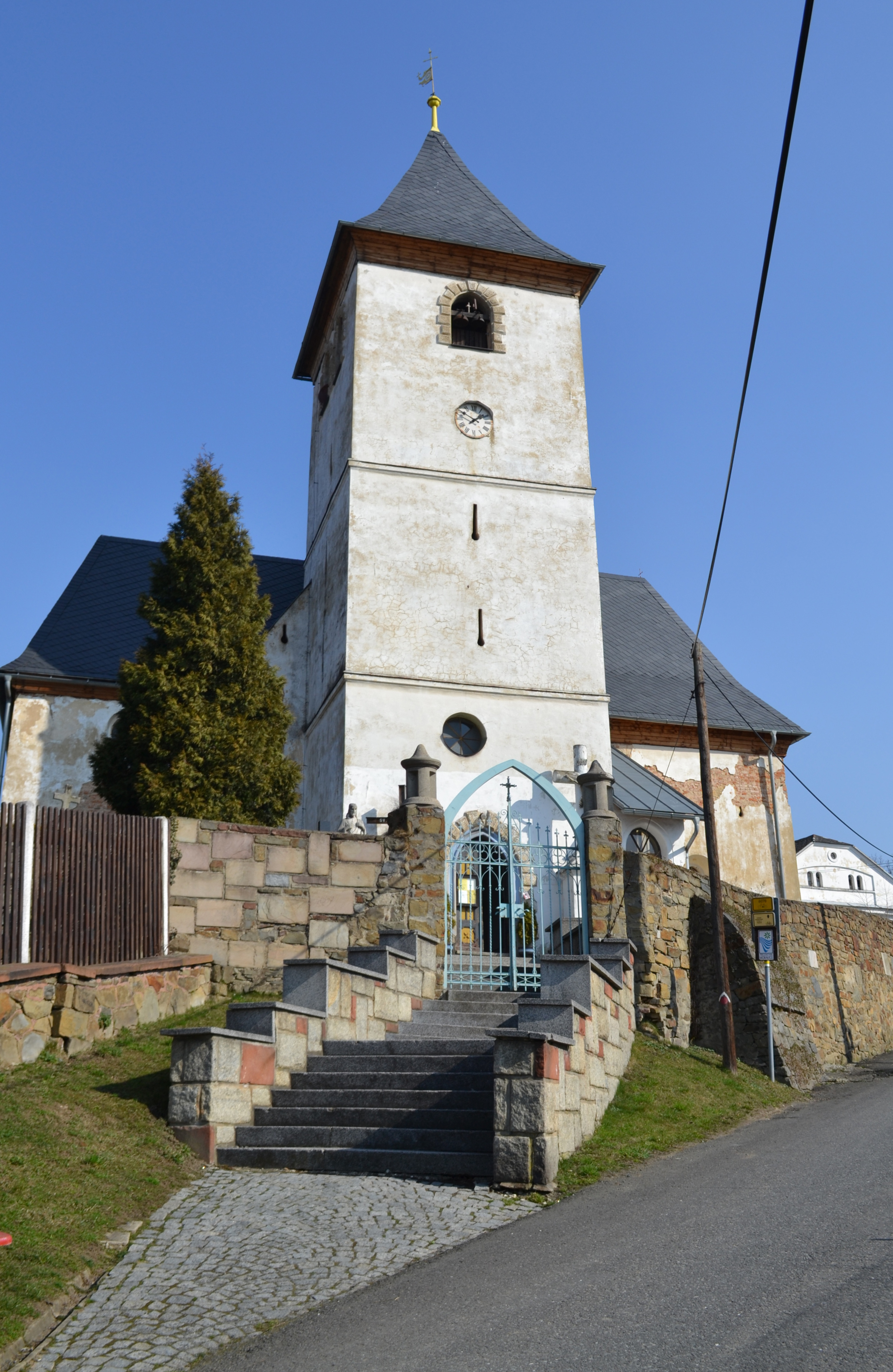
Façade.

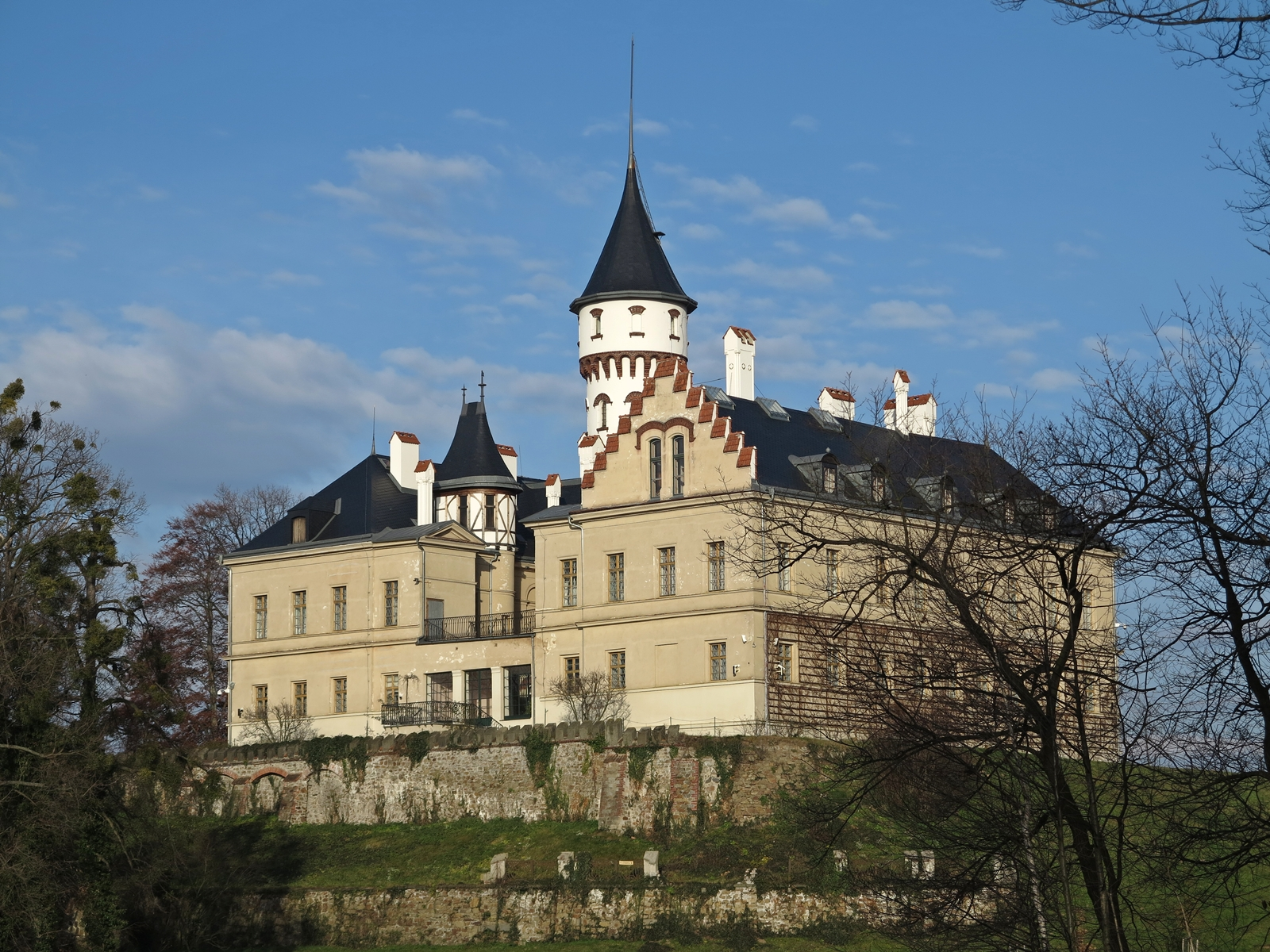
Château de Raduň.
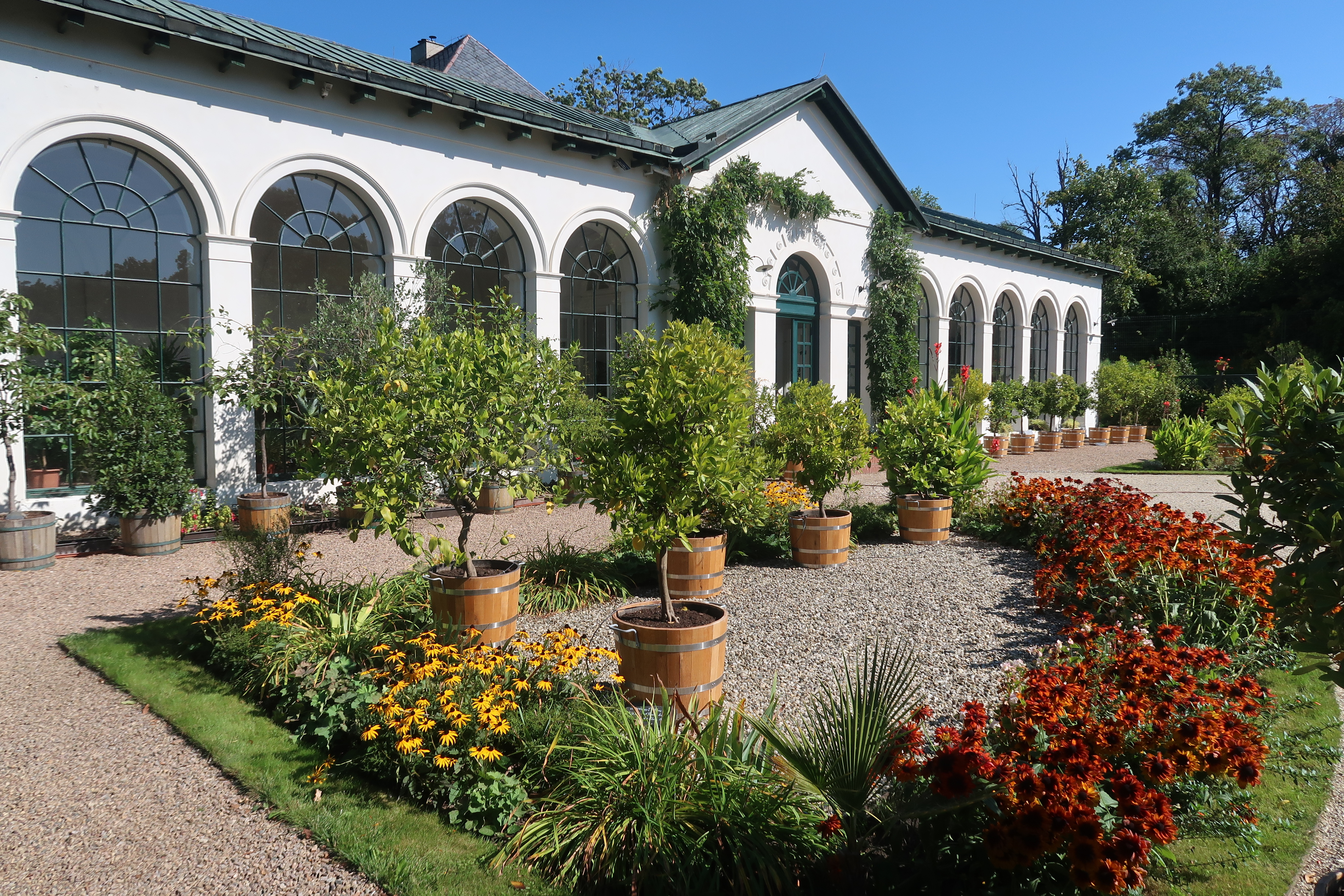
Château : Orangerie.

## Transports
Par la route, Raduň se trouve à 7 km d'Opava, à 34 km d'Ostrava et à 333 km de Prague.